# ZEN (VoThMのアルバム)
『ZEN』（ゼン）は、2008年1月9日にリリースされたVoThMの5枚目のアルバムである。

## 解説
- 3代目ドラマーの木村健治が加入後初の作品。
- iTunesやAmazon.co.jpなどでも配信。
- このアルバムが発売した2008年はC-C-Bが渡辺英樹、関口誠人、笠浩二の3人で再結成し、丸山もギターリストとしてレコーディングやライブでサポートをした。
- 2008年のC-C-Bの再結成に参加していないメンバーの田口智治が同年のVoThMのライブでゲスト参加したり、米川英之のソロライブに渡辺と田口がゲスト参加することがあった。

## 収録曲
| 全作詞: 渡辺英樹、全作曲: 丸山正剛、全編曲: VoThM。 |                                        |          |            |
| #                                                   | タイトル                               | 作詞     | 作曲・編曲 |
| 1.                                                  | 「Go x 3」                             | 渡辺英樹 | 丸山正剛   |
| 2.                                                  | 「Hush, Little Baby」                  | 渡辺英樹 | 丸山正剛   |
| 3.                                                  | 「ガンバれる人達」                     | 渡辺英樹 | 丸山正剛   |
| 4.                                                  | 「SNOW」                               | 渡辺英樹 | 丸山正剛   |
| 5.                                                  | 「夜は何かに怯え」                     | 渡辺英樹 | 丸山正剛   |
| 6.                                                  | 「奪われた物より多くをその手につかめ」 | 渡辺英樹 | 丸山正剛   |
| 7.                                                  | 「Hey!Mr.」                            | 渡辺英樹 | 丸山正剛   |
| 8.                                                  | 「遠くへ」                             | 渡辺英樹 | 丸山正剛   |
| 9.                                                  | 「Order,border and shoulder」          | 渡辺英樹 | 丸山正剛   |
| 10.                                                 | 「朝までもたないょ」                   | 渡辺英樹 | 丸山正剛   |
| 11.                                                 | 「あつく燃えた砂」                     | 渡辺英樹 | 丸山正剛   |

## 楽曲解説
1. Go x 3
2. Hush, Little Baby
3. ガンバれる人達
4. SNOW
5. 夜は何かに怯え
6. 奪われた物より多くをその手につかめ
7. Hey!Mr.
1stアルバム『VoThM (インディーズ)』に収録されている楽曲の新録バージョン。
8. 遠くへ
9. Order,border and shoulder
10. 朝までもたないょ
11. あつく燃えた砂